# Hans Barwitzius
Hans Barwitzius (* 4. Dezember 1914 in Wiener Neustadt; † 19. Dezember 2005) war ein österreichischer Politiker (SPÖ) und Bürgermeister in Wiener Neustadt.

## Leben
1913 übersiedelt der 1885 in Sopron geborene Hans Barwitzius senior von Sopron nach Wiener Neustadt, wo er bei den Daimler-Werken arbeiten konnte. Sein gleichnamiger Sohn kam 1914 in der Kaiserbrunngasse 5 in einer Zimmer-Küche-Wohnung, noch ohne Strom und Gas mit Petroleumbeleuchtung, in einem Zinshaus zur Welt. In einem Gebäude mit einem allseits offenen Obergeschoß unter einem Satteldach auf Kaiserbrunngasse 3, die sogenannte Hängstatt, konnte man gegen Entgelt die Wäsche zum Trocknen aufhängen. Davor wurde die Wäsche nach dem Waschen ums Eck in die Wiener Straße gefahren, zur Schwabbank, und geschwemmt. Hans Barwitzius senior war am Jännerstreik 1918 wesentlich beteiligt, wurde später zum Betriebsratsobmann der Daimler-Werke gewählt und war Gemeinderat in Wiener Neustadt bis 1934.
Hans Barwitzius junior arbeitete anfangs als kaufmännischer Angestellter und wurde dann Bezirkssekretär beim Gewerkschaftsbund. Seit seiner Jugend Mitglied der SPÖ, wurde er 1955 Gemeinderat in Wiener Neustadt, 1960 Vizebürgermeister. Der Gemeinderat von Wiener Neustadt wählte am 24. September 1965 den Ersten Vizebürgermeister Hans Barwitzius zum Nachfolger von Rudolf Wehrl, welcher mit 20-jähriger Amtszeit am 31. August 1965 verstarb. Hans Barwitzius nannte in seiner Antrittsrede als Ziel die Förderung der Ansiedlung von Industriebetrieben, und bestehende Betriebe in der Stadt zu erhalten, und der gesamte Gemeinderat solle die ganze Kraft für das Raxwerk einsetzen. Bürgermeister war Hans Barwitzius bis 1984, wo er im gleichen Jahr zum Ehrenbürger der Stadt ernannt wurde.

## Auszeichnungen
- 1973: Großes Ehrenzeichen für Verdienste um die Republik Österreich[2]
- 1991: Ehrenring der Stadt Monheim am Rhein zum 20-jährigen Bestehen der Städtepartnerschaft Monheim am Rhein-Wiener Neustadt[3]
- 1984: Ehrenbürger der Stadt Wiener Neustadt
- 2001: Benennung einer Volksschule in Wiener Neustadt auf seinen Namen